# Gora Herria
Gora Herria es un maxisencillo del grupo musical vasco Negu Gorriak.
En 1991, tras la publicación de Gure Jarrera, Negu Gorriak iniciaron su primera gira internacional (no habían realizado ninguna gira tras la edición de su primer álbum) a la que llamaron Gora Herria/Power to the People Tour 91.
La gira les llevó por el País Vasco, Francia, Noruega, Italia, Alemania, Reino Unido, Irlanda del Norte, Irlanda, Cuba y Madrid. Como testimonio de la gira, el grupo editó en su propia discográfica el maxisencillo Gora Herria.

## Lista de canciones
| Maxi sencillo original, 1991 1. «Euskal Herria nerea» 2. «Gora herria» (remix) («Viva el pueblo») 3. «B.S.O.» (dub) 4. «Beste kolpe bat» («Un golpe más») 5. «Seinalea» («La señal») 6. «B.S.O.» 7. Zu atrapatu arte («Hasta atraparte») | Reedición en CD, 1996 1. «Euskal Herri nerea» 2. «Gora Herria (Remix)» («Viva el pueblo») 3. «B.S.O. (dub)» 4. «Beste kolpe bat» («Un golpe más») 5. «Seinalea» («La señal») 6. «B.S.O.» 7. «Zu atrapatu arte» («Hasta atraparte») 8. «Apatxe gaua» («Noche apache») |

El sencillo lo abre «Euskal Herria nerea» y continúa con una remezcla de «Gora Herria», en la que se escuchan fraseos de Manu Chao y la trikitixa de Joseba Tapia (así como el sampleado de una canción de Carlos Mejía Godoy), y una versión dub de su tema «B.S.O.». Los tres temas originales aparecieron en Gure Jarrera. En la cara B se recogen cuatro temas interpretados en directo durante su gira de 1991. «Beste kolpe bat» y «Seinalea» están grabados en el concierto que el grupo dio en Madrid el 29 de octubre, «B.S.O.» está grabada en La Habana el 16 de octubre y «Zu atrapatu arte» (de Kortatu) en Bilbao el 9 de noviembre, durante el último concierto de la gira.
El álbum fue originalmente editado en vinilo, pero en 1996 se reeditó en CD con una canción extra: «Apatxe gaua» (una versión del tema «Nuit apache» del grupo francés Bérurier Noir) que ya había aparecido en el single compartido con el grupo catalán Inadaptats («Apatxe gaua» / «Descendents del carrer», Esan Ozenki, 1994).
Todas las canciones son de Negu Gorriak excepto «Zu atrapatu arte» (de Kortatu) y «Euskal Herria nerea» (basada en un sampler de Antón Reixa).
Todas las letras son de Negu Gorriak excepto «Zu atrapatu arte» que es de Fermin Muguruza y Treku Armendáriz.

## Personal

### Músicos
| Negu Gorriak: - Fermin Muguruza: voz. - Iñigo Muguruza: guitarra y voz. - Kaki Arkarazo: guitarra y voz. - Mikel "Anestesia": bajo y voz. - Mikel "Bap!!": batería. | Otros Músicos - Antón Reixa: voz en «Euskal Herria nerea». - Joseba Tapia: trikitixa en «Gora Herria (remix)». - Manu Chao: voz en «Gora Herria (remix)». |

### Personal técnico
- Producido por Negu Gorriak.
- Angel G. Katarain: Técnico de sonido en «Beste kolpe bat», «Seinalea» y «Zu atrapatu arte».
- Ernesto Nodarse: Técnico de sonido en «B.S.O.».
- Javier León: Técnico de sonido en «B.S.O.».